# Orectognathus roomi
Orectognathus roomi är en myrart som beskrevs av Taylor 1977. Orectognathus roomi ingår i släktet Orectognathus och familjen myror. Inga underarter finns listade i Catalogue of Life.